# 哈里·维奇
哈里·詹姆斯·维奇爵士（Sir Harry James Veitch，1840年6月24日—1924年7月6日）为英国园艺学家，其是伦敦维奇苗圃的负责人。他创办了切尔西花展，也因此获得了爵位。

## 生平
哈里·维奇是小詹姆斯·维奇的第二个儿子，出生于英国埃克塞特。哈里·维奇毕业于德国汉堡阿尔托纳的埃克塞特学校，在伦敦大学学院学习植物贸易管理。不久后，他就加入了维尔莫兰公司，从事管理工作。